# Hard Rain (Bob Dylan)
Hard Rain è un album dal vivo del cantautore statunitense Bob Dylan pubblicato nel settembre del 1976 e registrato durante la seconda parte della tournée Rolling Thunder Revue.

## Descrizione
L'album è stato parzialmente registrato il 23 maggio 1976 durante un concerto allo Hughes Stadium di Fort Collins, Colorado.
Si tratta del penultimo show di quel tour, ed è stato anche filmato per poi ricavarne uno special televisivo di un'ora circa, trasmesso in prima visione dalla NBC il 14 settembre successivo (la pubblicazione di Hard Rain anticipò di quattro giorni la messa in onda).
Quattro tracce dell'album (I Threw It All Away, Stuck inside of Mobile with the Memphis Blues Again, Oh, Sister, e Lay, Lady, Lay) furono ricavate dalle registrazioni della data di Fort Worth (Texas) del 16 maggio 1976.
Stranamente, l'album prende il nome da una delle più famose canzoni di Dylan, A Hard Rain's A-Gonna Fall — ma essa non compare nell'album (nonostante sia il brano di apertura dello speciale). La ragione del titolo sembra essere nel fatto che piovve per la maggior parte della durata del concerto.

## Accoglienza
"Sebbene i componenti della band suonino insieme da molto tempo, non c'è fascino nel loro suono" scrisse Tim Riley (collaboratore di NPR) nel suo libro Hard Rain: A Dylan Commentary (1992). "Hard Rain... sembra essere stato registrato a un punto in cui la Rolling Thunder Revue, così gioiosa ed elettrificante nelle sue prime performance, era semplicemente a corto di energia" scrisse Janet Maslin, critico musicale della rivista Rolling Stone. Nella sua recensione di Hard Rain, a sua volta Robert Christgau criticò la Rolling Thunder Revue come "folkies la cui idea di rock and roll è fatta di cliché".
Nonostante la massiccia promozione che lo portò sulla copertina di TV Guide, lo speciale televisivo sul concerto del 23 maggio ebbe risultati deludenti. Le vendite dell'album furono modeste (numero 17 negli USA e numero 3 nel Regno Unito), ma Hard Rain vinse comunque un disco d'oro.

## Tracce
- Tutte le canzoni sono di Bob Dylan, eccetto dove indicato diversamente.

Lato 1
1. Maggie's Farm – 5:23
2. One Too Many Mornings – 3:47
3. Stuck Inside of Mobile with the Memphis Blues Again – 6:01
4. Oh, Sister (Dylan, Jacques Levy) – 5:08
5. Lay, Lady, Lay – 4:47

Lato 2
1. Shelter from the Storm – 5:29
2. You're a Big Girl Now – 7:01
3. I Threw It All Away – 3:18
4. Idiot Wind – 10:21

## Formazione
- Bob Dylan - voce, chitarra
- Mick Ronson - chitarra
- T-Bone Burnett - chitarra, pianoforte
- Steven Soles - chitarra, cori
- David Mansfield - chitarra
- Rob Stoner - basso, cori
- Howard Wyeth - batteria, pianoforte
- Gary Burke - batteria
- Scarlet Rivera - archi

## Crediti tecnici
- Bob Dylan e Don DeVito - Produttori
- Don Meehan - Registrazione e Mixaggio
- Lou Waxman - Chief of Tape Research
- Ken Regan - Foto di Copertina
- Paula Scher - Design di Copertina